# آرمان موسی‌پور
آرمان موسی‌پور (زادهٔ ۱۳۵۴) آهنگساز فیلم اهل ایران است.
وی که دانش‌آموخته موسیقی از آلمان است پس از بازگشت به ایران، از آموزش‌های فرهاد فخرالدینی و کامبیز روشن‌روان بهره برده است.

## فیلم‌شناسی

### سینما
- آقای زالو[۱] (۱۴۰۳)
- خجالت نکش ۲ (۱۴۰۳)
- لختگی (۱۴۰۰)
- دوزیست (۱۳۹۸)
- سم پاشی (۱۳۹۸)
- مطرب (۱۳۹۷)
- خجالت نکش (۱۳۹۷)
- چهارراه استانبول (۱۳۹۶)
- آرمان‌شهر (۲۰۱۵)
- بی نامی (۱۳۹۵)
- این زن حقش را می خواهد  (۱۳۹۵)
- بارکد (۱۳۹۴)
- ۳۶۰ درجه (۱۳۹۳)
- روباه (۱۳۹۳)
- عصر یخبندان (۱۳۹۳)
- یک خواب راحت (۱۳۹۳)
- خط ویژه (۱۳۹۲)
- آذر، شهدخت، پرویز و دیگران (۱۳۹۲)
- عاشق‌ها ایستاده می‌میرند (۱۳۹۲)
- خاک و مرجان (۱۳۹۱)
- محرمانه تهران (۱۳۹۰)
- بی‌انتها (۱۳۸۹)
- صدای پای من (۱۳۸۹)
- ساعت ۲۵ (۱۳۸۵)
- اسب (۱۳۸۴)
- قتل آنلاین (۱۳۸۴)
- مسیح (۱۳۸۴)
- عاشق مترسک (۱۳۸۲)
- رأی باز (۱۳۸۱)
- بچه‌های دریا (۱۳۷۹)

### تلویزیون
- ناریا (۱۴۰۳)
- تانک‌خورها (۱۴۰۳)
- بی‌همگان (۱۴۰۱)
- دوپینگ (۱۳۹۸)
- لژیونر (۱۳۹۶)
- کشیک قلب (۱۳۹۵)
- کیمیا (۱۳۹۴)
- زخم (۱۳۹۳)
- هوش سیاه ۲ (۱۳۹۲)
- زمزمه (۱۳۹۱)
- شیدایی (۱۳۹۰)
- سراب (۱۳۹۰)
- مرخصی (۱۳۹۰)
- هوش سیاه (۱۳۸۹)
- فاصله‌ها (۱۳۸۹)
- دلنوازان (۱۳۸۸)
- عملیات ۱۲۵ (۱۳۷۸)
- آنجا که زاده شدم (۱۳۸۷)
- خشاب خالی (۱۳۸۷)
- آخرین دعوت (۱۳۸۷)
- شب عقرب (۱۳۸۲)

### نمایش خانگی
- ساخت ایران ۲ (۱۳۹۶)
- هم‌گناه (۱۳۹۸)
- بی گناه (۱۴۰۱)